# Rio Alcofra
O rio Alcofra é um rio português, afluente do rio Alfusqueiro que nasce na Serra do Caramulo no concelho de Tondela, perto de Silvares  e desagua no Alfusqueiro perto de Destriz no concelho de Oliveira de Frades.
No seu percurso de 18.1 quilómetros passa por Alcofra, Cabo de Vila, Crasto, Albitelhe e Selores.